# Escudo de la República Socialista Soviética de Uzbekistán
El emblema estatal de la República Socialista Soviética de Uzbekistán fue adoptado el 14 de febrero de 1937 por el gobierno de la República Socialista Soviética de Uzbekistán. Está basado en el emblema nacional de la URSS.

## Descripción
El emblema está compuesto por un mapa de Asia Central que abajo tiene las iniciales "ЎССР" (RSSU) en ubzbeko, y, detrás de este, un sol naciente, que representa el futuro del pueblo uzbeko, abrazados por un haz de trigo a la derecha y  otro de algodón  a la izquierda (que representan la agricultura) rodeados por una cinta roja que lleva el lema de la Unión Soviética, «¡Proletarios de todos los países, uníos!», escrito en ruso (Пролетарии всех стран, соединяйтесь!, romanizado: Proljetarii vsjeh stran, sojedinjajtesj!), y en uzbeko (Бутун дунё пролетарлари, бирлашингиз!, romanizado: Butun dunyo proletarlari, birlashingiz!). En el emblema de 1925 el lema era: Butun dunyo oʻlkalaring yoʻqsullari, birlashingiz!. La hoz y el martillo (símbolos soviéticos) se encuentran encima del mapa, mientras que la estrella roja con borde dorado (simbolizando el "socialismo en los cinco continentes") se encuentra en la parte superior del emblema.

## Historia
La República Socialista Soviética Autónoma de Karakalpakia utilizó una variante de este emblema, con el lema estatal en ambos idiomas karakalpako y uzbeko, y las siglas de la república.
Una versión anterior del emblema, hasta 1970, tenía una hoz y un martillo plateados.
El emblema fue cambiado en 1992 al actual emblema de Uzbekistán, que conserva muchas partes de la vieja Unión Soviética.

## Versiones anteriores

Escudo de armas de 1925
Escudo de armas de 1937
Emblema de la República Socialista Soviética de Uzbekistán (1947)